# Encounter Bay
Die Encounter Bay (deutsch „Bucht der Begegnung“) befindet sich an der südlichen Zentralküste von South Australia, etwa 100 Kilometer südlich von Adelaide.
Die Bucht bildet eine große Kurve an der Küstenlinie südlich der Halbinsel Fleurieu Peninsula. Sie zieht sich der Südküste entlang Newland Head bis Cape Jaffa, etwa über eine Distanz von 180 Kilometern. Siedlungen entlang der Bucht sind Victor Harbor, Port Elliot, Middleton, Goolwa und Kingston. Der Murray River, Inman River und Hindmarsh River münden in die Bucht. Ein langer Streifen der vom Murray River geformten Küste ist Teil des Coorong-Nationalparks. Granite Island bei Victor Harbor ist durch einen künstlichen Damm mit dem Festland verbunden.
Benannt ist die Bucht nach der Begegnung des Engländers Matthew Flinders und dem Franzosen Nicolas Baudin am 8. April 1802. Die beiden Entdecker vermaßen damals die australische Küstenlinie im Auftrag ihrer Länder. Das Treffen der beiden Wissenschaftler verlief friedlich, obwohl sich deren Länder damals im Krieg befanden. Die Schiffe wurden aneinander vertäut, und die Entdecker tauschten ihr gesammeltes Wissen aus. Die Baudin-Expedition galt als überaus erfolgreich – es wurden mehr als 100.000 Spezies gesammelt, wovon 2500 neu entdeckt wurden.